# 422-я стрелковая дивизия (2-го формирования)
422-я стрелковая дивизия (2-го формирования) — воинское соединение Вооружённых сил СССР, принимавшее участие в Великой Отечественной войне. Участвовала в Сталинградской битве, за образцовые действия преобразована в 81-ю гвардейскую стрелковую дивизию.

## История
Участие в боевых действиях: 26 июля 1942 года — 5 февраля 1943 года.
Формирование дивизии началось в начале 1942 года, когда командующий Дальневосточным фронтов генерал И. Р. Апанасенко взамен убывших под Москву соединений приказал формировать новые дивизии. Формирование шло в районе станции Розенгатовка. В составе дивизии было много дальневосточных охотников, жителей Хабаровска, Биробиджана и Комсомольска-на Амуре. 1 марта был подписан приказ о создании дивизии. К концу марта формирование частей дивизии было закончено, и с 20 марта по 10 июля 1942 года личный состав усилено занимался боевой и политической подготовкой. Успешными действиями на учениях дивизия завоевала почётное право быть первыми для отправки на фронт среди соединений 35-й армии Дальневосточного фронта.
10 июля был получен приказ об отправке дивизии на фронт. Первый эшелон отбыл на фронт 12 июля, а через 18 дней, 30 июля, последний эшелон разгрузился на ст. Гумрак, близ Сталинграда. Дивизии было приказано занять полосу обороны по восточному берегу р. Дон на участке Вертячий-Песковатка. К 3 августа дивизия сосредоточилась в районе хутора Вертячий. Здесь дивизия вошла в состав 4 танковой армии генерал-майора В. Д. Крюченкина. Армия вела тяжёлые наступательные бои против XIV танкового корпуса, прорвавшего фронт 62-й армии. Утром 3 августа части дивизии начали переправу на западный берег Дона у Вертячего.
5 августа Ставка постановила разделить Сталинградский фронт на два фронта — Сталинградский и Юго-Восточный. Дивизия была передана в состав 64-й армии Юго-Восточного фронта. Дивизии была поставлена задача: совершить марш в район ст. Тундутово, где занять оборону и не допустить прорыва противника к Сталинграду с юга. Соединения немецкой немецкой 4-й танковой армии Г. Гота приближались к внешнему оборонительному обводу Сталинграда в районе Тундутово.
Вскоре из частей, оборонявшихся на внешнем оборонительном обводе, была сформирована новая 57-я армия под командование Ф. И. Толбухина, в состав которой вошла и дивизия. К 8 августа 422-я дивизия занимала рубеж Ивановка, Тундотово, Семисотово. Первый натиск противника в районе Абганерово части фронта отбили 7—8 августа 1942 года. Однако противник, подтянув дополнительно 24-ю танковую и 297-ю пехотную дивизию, 17 августа вновь перешёл в наступление в направлении ст. Тингута. Части дивизии подпирала 133-я танковая бригада (40 КВ на 6 августа 1942 года). 20 августа противник атаковал вдоль озера Цаца в направлении Дубового Оврага. Прорвав оборонительный обвод, немецкие танковые части заняли ст. Тингута. Ответной атакой 23 августа отбить станцию не удалось. Тем не менее решительного успеха немецким танковым частям в боях 24-25 августа с частями 57-й армии (422сд и 15гвсд) на подступах к Красноармейску добиться не удалось. Натолкнувшись на сильную противотанковую оборону южнее Красноармейска и понеся большие потери, немцы отказались от дальнейших попыток выйти к Волге южнее Сталинграда. Потери дивизии в боях с 15 по 21 сентября составили 1539 человек.
После выхода немецких войск к середине сентября на окраины Сталинграда с 13 сентября 6-я армия Ф. Паулюса начала штурм города. 18 сентября 422-я дивизия сдала свои позиции у Дубового Оврага 15-й гвардейской стрелковой дивизии и сосредоточилась на северо-восточной окраине Бекетовки. С 19 сентября дивизия начала наступление на южный пригород Сталинграда Купоросное. К исходу 20 сентября дивизия вышла к Купоросной балке и заняла южную часть Купоросное, где перешла к обороне. 26 сентября дивизия вновь атаковала в районе Купоросное. На 8 октября дивизия насчитывала 4356 человек, 92 миномёта, 7 — 122 мм, 19 — 76 мм, 16 — 45 мм орудий.
В течение октября дивизия несколько раз переходила в наступление в направлении Купоросное — пригород Минина с задачей разгромить противника на этом направлении и соединиться с частями 62-й армии — 13-й гвардейской стрелковой дивизии, обороняющейся в юго-восточной части Сталинграда.
25 октября 1942 года части дивизии в составе 7-го стрелкового корпуса после 40-минутной артподготовки перешли в наступление, овладели высотой 146.0 и успешно продвигались вперёд, держа направление на северо-запад, в район Купоросное, хутор Андреевский, Зелёная Поляна и Песчанка. Несмотря на отчаянное сопротивление врага, 28-го октября дивизия вышла на рубеж южная окраина Купоросное — село Пески. С 29-го октября перешла к обороне на достигнутом рубеже.
В ночь на 12 ноября дивизия совершала перегруппировку из района Купоросное к Червлёный, Тундутово. Дивизия насчитывала к середине ноября 19 42 года 3550 человек. В рамках подготовки к наступлению 17 ноября получила пополнение в 900 человек. К началу наступления пополненная дивизия насчитывала 5743 человек, 7 — 122 мм, 22 — 76 мм, 17 — 45 мм орудий; 16 — 120 мм, 58 — 82 мм, 48 — 50 мм миномётов, 1 — 37 мм зен. пушку, 867 лошадей.
Участком для наступления являлся район Хара-Усун — Тундутово. Поддерживать атаку дивизии должен был 176 танковый полк из состава 61 механизированной бригады 13-го танкового корпуса, 506 и 536 отдельные гвардейские миномётные дивизионы, 1159 лёгкий артиллерийский полк, 1111 пушечный артиллерийский полк, 1188 истребительно-противотанковый артиллерийский полк. Справа наступала 169-я дивизия, слева 143 стрелковая бригада.
В 7 часов утра 20 ноября 1942 года началась артподготовка, в 8:30 пехота дивизии перешла в наступление. Уже через 30 минут оборона противника была прорвана и наступающие части дивизии продолжили преследование отступающих румынских войск в направлении Кашары. В 10:30 в прорыв были введены механизированные бригады 13-го танкового корпуса. Дивизия продолжила наступление за танкистами . Вечером в 17:00 29-я моторизованная дивизия противника контратаковала правофланговую 169-ю дивизию и правый фланг 1334 стрелкового полка в балке Тоненькая. Полк был немного потеснён и отошёл к высоте 116, однако атака противника дальнейшего успеха не имела. Потери дивизии в первый день наступления составили 105 убитыми и 418 ранеными. К вечер следующего дня, развивая наступление, полки вышли к хутору Блинников. Потери составили 249 убитыми и 365 ранеными. 22 ноября во взаимодействии с 61-й бригадой дивизия разбила ударом в тыл группировку противника из частей 29-й дивизии в районе Нариман и заставила эти части отступить за реку Червлёная. Немцы были вынуждены отступить, бросив множество своих складов. 23 ноября дивизия вышла к Варваровке на Червлёной, где, встретив сильную оборону противника на внутреннем фронте создавшегося окружения, перешла к обороне.
Сдав свой рубеж, дивизия в декабре 1942 года участвовала в боях в районе Старая Отрада. В ходе наступления деблокирующей группы противника из района Котельниково была направлена навстречу группировки Э. Манштейна, однако вновь была направлена для обороны по Червлёной в районе Цыбенко.
10 января 1943 года перешла в наступление против окружённой группировки немецкой 6-й армии. Несколько дней шли бои по прорыву обороны немцев в районе Цыбенко. Потери за 10 января составили 160 убитыми и 237 ранеными, за 11 января — 63 убитыми и 124 ранеными. Наконец, 12 января, создав угрозу окружения, дивизия вынудила противника отойти из района Цыбенко, было взято 137 пленных. Потери составили 63 убитыми и 132 раненых. Затем наступала в направлении Воропоново, Сталинград. С 27 января начались бои в городе, вдоль реки Царица. 29 января овладела вокзалом города, 30—31 января продолжала зачистку городских кварталов; было взято более 1500 пленных, в их числе командир 376-й пехотной дивизии Вермахта Александр фон Даниэльс.
За боевые действия под Сталинградом 1917 бойцов и командиров были награждены орденами и медалями СССР. Из них: орденом Ленина — 1; орденом Красного Знамени — 51; Отечественной войны I степени — 5; Отечественной войны II степени — 26; Александра Невского — 2; Красной Звезды — 360; медалями: «За отвагу» — 854; «За боевые заслуги» — 616.
1 марта 1943 года, в день первой годовщины соединения, приказом Верховного Главнокомандующего № 104 от 1 марта 1943 года 422-я стрелковая дивизия за образцовые боевые действия в период обороны Сталинграда и ликвидации немецкой группировки была преобразована в 81-ю гвардейскую стрелковую дивизию.

## Состав
- 1326-й стрелковый полк
- 1334-й стрелковый полк
- 1392-й стрелковый полк
- 1061-й артиллерийский полк
- 452-й отдельный истребительно-противотанковый дивизион
- 506-я зенитная автотранспортная рота
- 481-я отдельная разведывательная рота
- 363-й отдельный сапёрный батальон
- 939-й отдельный батальон связи
- 526-й отдельный медико-санитарный батальон
- 238-я отдельная рота химической защиты
- 576-я автотранспортная рота
- 488-я полевая хлебопекарня
- 525-й дивизионный ветеринарный лазарет
- 1874-я полевая почтовая станция
- 1193-я полевая касса Государственного банка[5].

## Командиры
- Шабалин, Родион Никанорович (21(25).12.1941 — 14.01.1942), полковник[6].
- Морозов, Иван Константинович (01.03.1942 — 31.03.1943), полковник, с 1 марта 1943 года — генерал-майор[7].

## Отличившиеся воины
В рядах дивизии воевал А. Г. Самар, считающийся лучшим снайпером Сталинградской битвы.